# Windows Embedded Compact 7
Windows Embedded Compact 7(відома як Windows Embedded CE 7.0) - сьома версія операційної системи реального часу Windows Embedded CE, розвивається окремо від родини Windows NT, і орієнтованої на підприємства, що виготовляють промислові контролери та пристрої побутової електроніки. Windows Embedded Compact може працювати на різних мікропроцесорних архітектур і підтримує x86, SuperH і ARM. Під час розробки системи, співробітник Microsoft, який працює у відділі розробки, стверджував, що Microsoft наполегливо працює над цим випуском, і що система має спільне з Windows Phone ядро. Microsoft офіційно підтвердила це і повідомила, що Windows Phone 7 заснована на Windows CE 6.0 R3 з деякими функціями, взятими з Windows Embedded Compact 7, таким чином роблячи Windows Phone гібридним рішенням. Windows Embedded Compact 7 була випущена 1 березня 2011 року.

## Нові можливості
Windows Embedded Compact 7 містить наступні можливості:
- Silverlight for Windows Embedded: Дозволяє розробникам створювати додатки й призначені для користувача інтерфейси на Silverlight використовуючи Microsoft Expression Blend
- Internet Explorer for Windows Embedded: Браузер, аналогічний тому, що використовується в Windows Phone 7 з вбудованою підтримкою Adobe Flash v10.1
- Підтримка торкань: Windows Embedded Compact 7 розпізнає торкання і жести
- Підтримка багатоядерних процесорів: Працює на двоядерних процесорах SMP архітектури
- Підтримка мікропроцесорних архітектур: Працює на x86, SH4, MIPS і ARMv7 platforms
- Відтворення мультимедіа: Підтримує DLNA and MTP
- Підтримка мереж: Зараз має NDIS 6.1 і підтримує Bluetooth 3.0 + HS